# El Paraíso, Ocosingo
El Paraíso är en ort i Mexiko.   Den ligger i kommunen Ocosingo och delstaten Chiapas, i den sydöstra delen av landet, 900 km öster om huvudstaden Mexico City. El Paraíso ligger 260 meter över havet och antalet invånare är 122.
Terrängen runt El Paraíso är kuperad åt nordost, men åt sydväst är den platt. Runt El Paraíso är det glesbefolkat, med 16 invånare per kvadratkilometer. Närmaste större samhälle är Nueva Palestina, 16,4 km söder om El Paraíso. I omgivningarna runt El Paraíso växer i huvudsak städsegrön lövskog.